# Sistema Nacional de Empleo

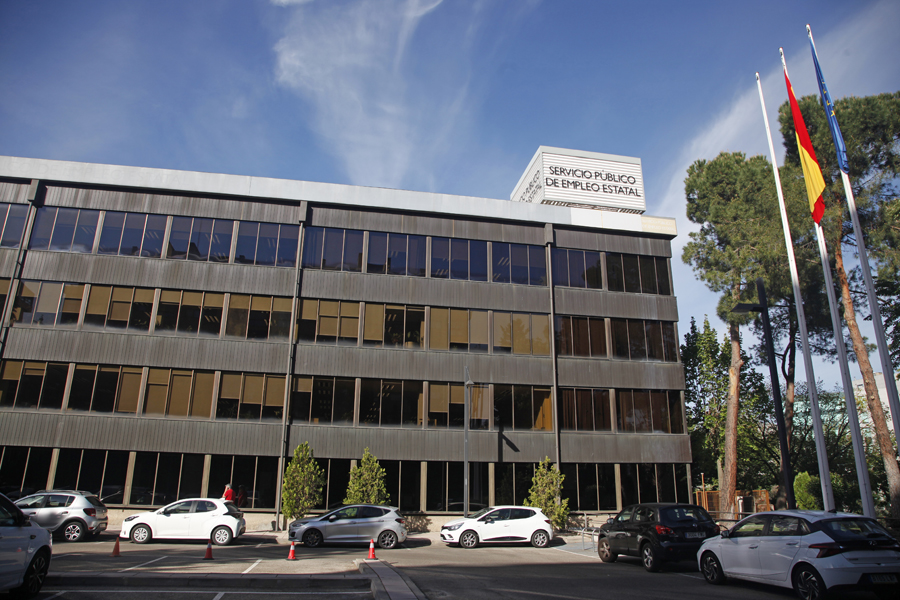
SEPE Servicio Público de Empleo Estatal de España.

El Sistema Nacional de Empleo (SNE) de España es el conjunto de estructuras, medidas y acciones llevadas a cabo por las Administraciones Públicas para promover y desarrollar la política de empleo en el conjunto del Estado. Actualmente se regula por medio del Real Decreto Legislativo 3/2015, de 23 de octubre, por el que se aprueba el texto refundido de la Ley de Empleo.
El SNE se creó por medio de la Ley 56/2003, de 16 de diciembre, de Empleo, que además renombraba el Instituto Nacional de Empleo (INEM) como Servicio Público de Empleo Estatal (SEPE). El INEM —hoy SEPE— centralizaba por aquel entonces las políticas de empleo en España; hoy, debido a la descentralización del Estado, compagina este papel con los servicios de empleo regionales. Así, el SNE está integrado por el Servicio Público de Empleo Estatal (SEPE), organismo autónomo de la Administración General del Estado (AGE), y los servicios públicos de empleo de las comunidades autónomas (CC. AA.), para coordinar los medios y acciones tanto estatales como autonómicos con el objetivo último de lograr la consecución del pleno empleo dentro del sistema descentralizado en el marco del Estado de las Autonomías, por el que se ha optado en España desde la Constitución de 1978.

## Órganos
Los órganos del Sistema Nacional de Empleo (SNE) son:
- La Conferencia Sectorial de la AGE y las CC. AA.
- Consejo General del Sistema Nacional de Empleo, que es un órgano consultivo y de participación institucional en el que participan la AGE, las CC. AA. y las organizaciones empresariales y sindicales más representativas.

### La Conferencia Sectorial de Empleo y Asuntos Laborales
Es el instrumento general de colaboración, coordinación y cooperación entre la Administración General del Estado y la de las comunidades autónomas en materia de política de empleo y de formación profesional para el empleo en el ámbito laboral, y especialmente en lo relacionado con la Estrategia Española de Activación para el Empleo y con los Planes Anuales de Política de Empleo.
Con carácter general, se denominan Conferencias Sectoriales a los órganos de cooperación de composición multilateral y de ámbito sectorial que reúnen a miembros del Gobierno, en representación de la Administración General del Estado, y a miembros de los Consejos de Gobierno, en representación de las administraciones de las comunidades autónomas. La convocatoria de la Conferencia Sectorial se realiza por la persona titular del Ministerio, o Ministerios, que tenga competencias sobre la materia que vaya a ser objeto de la Conferencia Sectorial, en este caso de Empleo. Los acuerdos que se adopten en ella se firmarán por la persona titular del Ministerio o Ministerios competentes y por los titulares de los órganos de gobierno correspondientes de las comunidades autónomas.

### El Consejo General del Sistema Nacional de Empleo
Es el órgano consultivo y de participación institucional en materia de política de empleo y de formación profesional para el empleo en el ámbito laboral. El Consejo está integrado por una persona representante de cada una de las comunidades autónomas y por igual número de miembros de la Administración General del Estado, de las organizaciones empresariales y de las organizaciones sindicales más representativas. 
Para la adopción de acuerdos manteniendo el carácter tripartito, se ponderan los votos de las organizaciones empresariales y los de las organizaciones sindicales para que cada una de estas dos representaciones cuente con el mismo peso que el conjunto de los representantes de ambas administraciones públicas. Sus funciones se establecen por el artículo 14 en consonancia con las del Sistema Nacional de Empleo, entre ellas la de consulta e informe de la Estrategia Española de Activación para el Empleo y de los Planes Anuales de Política de Empleo.

## Instrumentos de coordinación
Los instrumentos de coordinación del Sistema Nacional de Empleo (SNE) son:
- La Estrategia Española de Activación para el Empleo (anteriormente denominada Estrategia Española de Empleo). Tiene carácter plurianual, parte del análisis de la situación y tendencias del mercado de trabajo, y establece las orientaciones y objetivos de la política activa de empleo para el conjunto del Estado y para cada una de las comunidades autónomas. La Estrategia también incluye un sistema de indicadores para su seguimiento y la dotación presupuestaria indicativa. La primera Estrategia Española de Empleo se realizó para el periodo 2012-2014 y la segunda Estrategia Española de Activación para el Empleo para el periodo 2014-2016.[9][10][11][12]
- El Plan Anual de Política de Empleo (PAPE). Los PAPE son la concreción para cada año de la Estrategia de Empleo.[13]
- El Sistema de Información de los Servicios Públicos de Empleo (SISPE). El SISPE se basa en una metodología compartida entre el Servicio Público de Empleo Estatal (SEPE) y los servicios públicos de empleo de las comunidades autónomas, de modo que se dispone de una base de datos única que convive con sistemas autonómicos de gestión de la información. Sustituyó en 2005 a la aplicación Sistema de Información Laboral de Empleo (SILE) de gestión que se utilizaba en el antiguo INEM.[14][15]

## Cartera Común de Servicios del SNE
La Cartera Común de Servicios del Sistema Nacional de Empleo es una serie de servicios que deben prestar todos los Servicios Públicos de Empleo existentes en el Estado, garantizando el acceso, en condiciones de igualdad, a un servicio público y gratuito de empleo. La determinación y actualización de la Cartera Común es una de las funciones del SNE, que además tiene en cuenta la Estrategia de los Servicios Públicos de Empleo Europeos 2020.  Así, se establece que «la Cartera Común de Servicios del Sistema Nacional de Empleo, que se regulará reglamentariamente, tiene por objeto garantizar, en todo el Estado, el acceso en condiciones de igualdad a los Servicios Públicos de Empleo y a los servicios prestados por los mismos, y la igualdad de oportunidades en el acceso al empleo, constituyendo un compromiso de los Servicios Públicos de Empleo con las personas y empresas usuarias de los mismos.»
La Cartera Común, publicada en 2015, se establece en el Real Decreto 7/2015, de 16 de enero, y su contenido pasa a ser considerado como uno de los elementos vertebradores de la Estrategia Española de Activación para el Empleo. En el RD se regulan los principios y requisitos mínimos a cumplirse en los servicios que conforman la Cartera, para asegurar el cumplimiento de sus funciones y garantizar condiciones de calidad e igualdad en la atención a las personas usuarias de los Servicios Públicos de Empleo en el conjunto del territorio nacional; y se establecen los requisitos y procedimientos necesarios para realizar seguimiento y evaluación de la prestación de los servicios de la Cartera por los Servicios Públicos de Empleo. Además, se establecen los aspectos básicos de los servicios complementarios que establezcan los Servicios Públicos de Empleo para su propio ámbito territorial.
Los servicios incluidos en la Cartera Común del Sistema Nacional de Empleo son: el Servicio de Orientación Profesional (artículo 8 del RD 7/2015), el Servicio de Colocación y de asesoramiento a empresas (artículo 9), el Servicio de formación y cualificación para el empleo (artículo 10), y el Servicio de asesoramiento para el autoempleo y el emprendimiento (artículo 11).
Para la elaboración de la Cartera Común de Servicios del Sistema Nacional de Empleo fueron consultadas las organizaciones sindicales y empresariales más representativas y las comunidades autónomas, emitió informe el Consejo General del Sistema Nacional de Empleo y fue informada la Conferencia Sectorial de Empleo y Asuntos Laborales, los dos órganos de cooperación y participación del SNE.

## Historia
En 1964, en desarrollo de la Ley General de Educación y dentro del campo de la Educación Permanente de Adultos, se constituye la primera promoción de monitores (unas 200 personas) del Programa de Promoción Profesional Obrera (PPO) del Ministerio de Trabajo, responsable de la formación para la reconversión de la mano de obra procedente principalmente, del campo y podían homologarse a un título equivalente al de Formación Profesional de Primer Grado. En 1976 se crea el Servicio de Empleo y Acción Formativa (SEAF), que junto a las funciones propias del PPO, asume la gestión de la intermediación, hasta entonces competencia de la Organización Sindical. A estos efectos se dota al organismo de una red propia de oficinas de empleo en todo el territorio.
En 1978, tras la firma de los Pactos de la Moncloa y antes de promulgarse la Constitución, se crea el Instituto Nacional de Empleo (INEM) siguiendo la misma estructura y competencias del SEAF, que además asume la gestión de las políticas de empleo y de las prestaciones por desempleo. Se establece por el artículo 5 del Real Decreto-ley 36/1978, de 16 de noviembre, sobre gestión institucional de la Seguridad Social, la salud y el empleo.
Posteriormente, se publica normativa que afecta al INEM: en 1980 la Ley 51/1980, de 8 de octubre, Básica de Empleo; en 1984, la Ley 31/1984, de 2 de agosto, de Protección por Desempleo, que modifica la Ley Básica de Empleo; y en 1986 el Real Decreto 1458/1986, de 6 de junio, por el que se determina la estructura orgánica del Instituto Nacional de Empleo, publicado en el BOE de 16 de julio de 1986, que estará vigente hasta el 21 de agosto de 2008.
En el año 1988 destaca por ser el de la creación del Observatorio Permanente del Comportamiento de las Ocupaciones.
En 1992 se acuerdan los segundos pactos autonómicos con lo que se inicia el proceso de traspaso de competencias en materia de formación (gestión del Plan FIP) desde el INEM a las comunidades autónomas. Y en 1997 se inicia igualmente el proceso de traspaso de la gestión de las políticas activas de empleo (intermediación) a las comunidades autónomas.
Como resultado de este proceso de descentralización de servicios en el Estado de las Autonomías, entre 2003 y 2004 se reforma el sistema de empleo, constituyéndose el actual Sistema Nacional de Empleo (SNE) que está conformado por el Servicio Público de Empleo Estatal (SEPE) —anteriormente llamado INEM— y los servicios públicos de empleo de las comunidades autónomas. En 2008, con la publicación del Real Decreto 1383/2008, de 1 de agosto, por el que se aprueba la estructura orgánica y de participación institucional del SEPE, queda derogado el Real Decreto 1458/1986, de 6 de junio (salvo lo establecido en la disposición adicional tercera del RD de 2008).
En 2015 se publica el Real Decreto 7/2015, de 16 de enero, por el que se aprueba la Cartera Común de Servicios del Sistema Nacional de Empleo (SNE).

## Servicio Público de Empleo Estatal (SEPE)
El Servicio Público de Empleo Estatal (SEPE) (anteriormente conocido como Instituto Nacional de Empleo (INEM)), es un organismo autónomo de la Administración General del Estado español que tiene encomendado la ordenación, desarrollo y seguimiento de los programas y medidas de la política de empleo, cuya función principal es la gestión del empleo, registro público de los contratos, gestión de subvenciones de empleo a las empresas y gestión de las prestaciones por desempleo. Está adscrito al Ministerio de Empleo y Seguridad Social. En 2020 el ministerio con competencias en empleo, del que depende el SEPE, pasó a denominarse Ministerio de Trabajo y Economía Social.
Se crea en 1978 bajo la denominación de Instituto Nacional de Empleo (INEM) a raíz de la fusión en un solo organismo del Servicio de Empleo y Acción Formativa, Promoción Profesional Obrera y la Obra de Formación Profesional de la Administración Institucional de Servicios Socio-Profesionales. Adquirió su actual denominación en 2004, como consecuencia de la descentralización de los servicios públicos de empleo, en el marco de la creación del Sistema Nacional de Empleo (SNE), siguiendo lo establecido en la Ley 56/2003, de 16 de diciembre, de Empleo. Con esta nueva denominación, se hace cargo de su régimen jurídico, económico, presupuestario, patrimonial y de personal, así como la misma personalidad jurídica y naturaleza de organismo autónomo de la Administración General del Estado, con las peculiaridades previstas en esta ley. En consecuencia con lo anterior, todas las referencias extemporáneas que en la legislación vigente se puedan efectuar aún al Instituto Nacional de Empleo o a sus funciones y unidades deben entenderse realizadas al SEPE. En 2015 el SEPE ha publicado su Carta de Servicios.

### Competencias o funciones
- Refuerzo, en el seno del Sistema Nacional de Empleo (SNE), de la coordinación entre todos los agentes que intervienen en el mercado de trabajo.
- Elaboración, en colaboración con las comunidades autónomas, de la Estrategia Española de Activación para el Empleo y del Plan Anual de Política de Empleo. Coordina su seguimiento y evaluación.
- Distribución de los fondos de su presupuesto para Políticas Activas de Empleo (PAE) a las comunidades autónomas, incluidos los fondos europeos de empleo correspondientes.
- Elaboración de la estadística sobre demanda y oferta de empleo, sobre las contrataciones laborales y sobre las prestaciones por desempleo; y realización de Investigaciones sobre el mercado de trabajo.
- Registro de la comunicación de contratación de personas trabajadoras, incluidos los contratos realizados por Empresas de trabajo temporal.[37] Antiguamente se registraban los contratos, pero posteriormente pasó a registrar únicamente la comunicación de la contratación, ya sea presencialmente en cualquier oficina o a través de la aplicación Contrat@,[38] que utiliza XML para múltiples comunicaciones de contratos.
- Gestión y reconocimiento de las prestaciones por desempleo. Incluye tramitación y pago de prestaciones por desempleo (contributiva, subsidios, renta activa de inserción y subsidio por desempleo agrario), el abono acumulado de la prestación por desempleo (Pago único y Ayuda al Retorno Voluntario de Extranjeros), las ayudas del Programa PREPARA, las ayudas del Programa de Activación para el Empleo y la prestación por Cese de Actividad de las personas trabajadoras autónomas.
- Facilidad para la búsqueda de ofertas de empleo a través de su web en los espacios Portal Único de Empleo “Empléate” y Red EURES, evaluación de competencias profesionales adquiridas por experiencia laboral, y expedición de certificados de profesionalidad.
- Gestión directa de las políticas activas de empleo que siguen siendo competencia estatal. Esta puede deberse a razones territoriales, como en Ceuta y Melilla, o por actuaciones específicas de carácter supraautonómico que aconsejan una gestión centralizada. También gestiona la Formación Profesional para el Empleo, dirigida preferentemente a personas ocupadas a través de subvenciones, fundamentalmente a organizaciones empresariales y sindicales de ámbito estatal, además de las ayudas directas a las empresas por bonificaciones de formación, y por permisos individuales de formación.
- Gestión de bonificaciones a las empresas por contratación indefinida.

Las comunidades autónomas tienen transferidas las competencias para realizar la gestión de la demanda y la oferta de empleo, como se indica en los artículo 19 a 22 de la Ley de Empleo, así como la mayor parte de las acciones en los distintos ámbitos de las políticas activas de empleo, como recogen los artículos 23 a 25 de dicha norma.

### Recursos

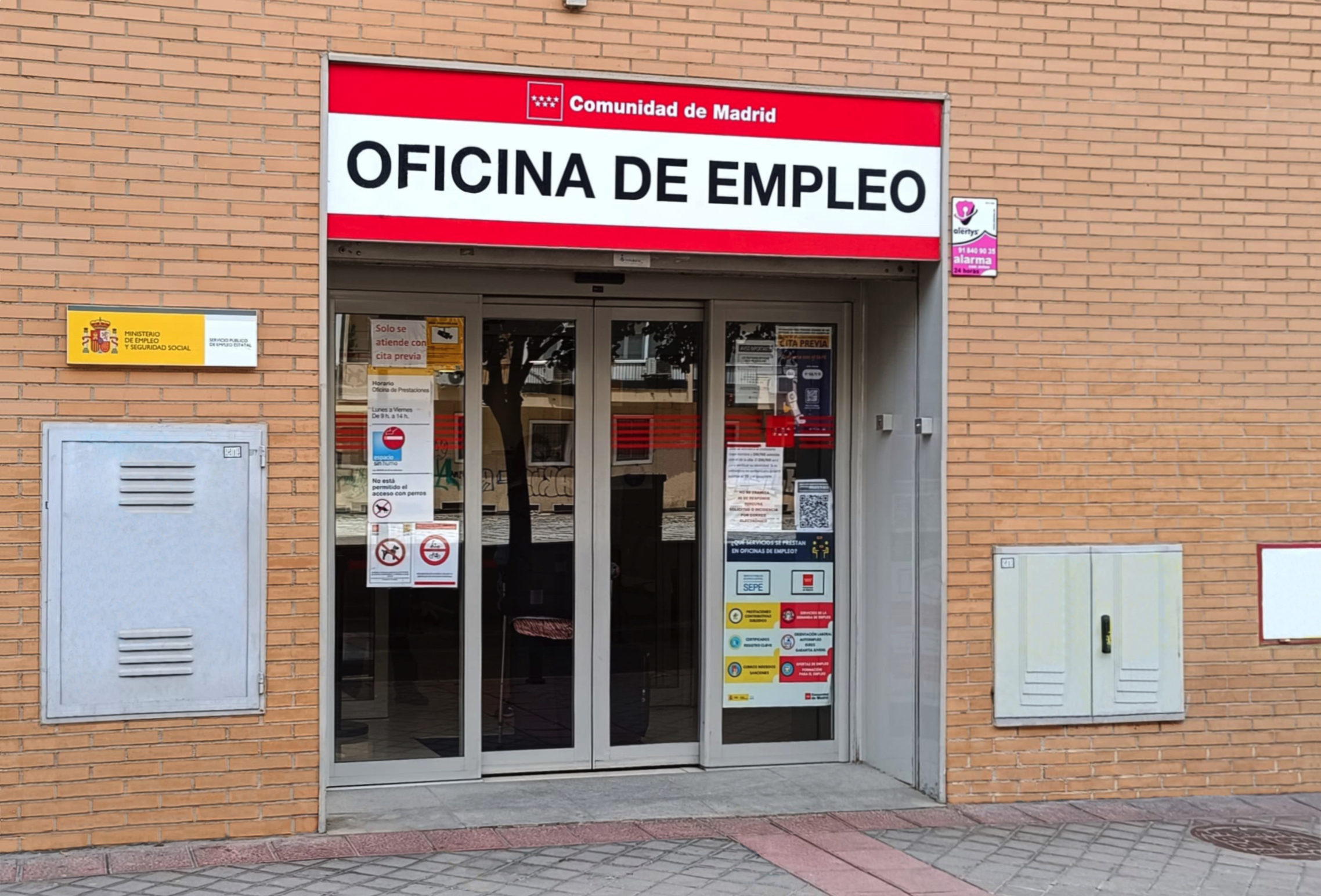
Una Oficina de Empleo conjunta de la Comunidad de Madrid y el Servicio Público de Empleo Estatal (SEPE)

- Las consignaciones que se realicen a los Organismos que lo integran, exceptuados los procedentes de la participación en la cuota de Seguridad Social, que forman parte de la aportación estatal.
- Los fondos asignados en los Presupuestos Generales del Estado de cada año.
- Las cuotas por desempleo y la participación en la cuota de Formación Profesional, que se descuenta cada mes de las nóminas de las personas trabajadoras.
- Rendimientos patrimoniales del Servicio Público de Empleo.
- Subvenciones o donaciones de Entidades de Derecho público o de personas físicas o jurídicas (empresas, etc.).

### Lista de directores generales
- Gerardo Gutiérrez Ardoy (2018-act.)
- Ignacio Pérez Niño (2018)
- Julio Ángel Martínez Meroño (2017-2018)
- María de los Reyes Zatarain del Valle (2012-2017)
- Antonio Toro Barba (2010-2012)
- Francisco Javier Orduña Bolea (2008-2010)
- Eduardo González López (2006-2008)
- Valeriano Baíllo Ruiz (2004-2006)
- María Dolores Cano Ratia (2003-2004)
- María Dolores Cano Ratia (1999-2003)
- Juan Pedro Chozas Pedrero (1996-1999)
- Alberto Elordi Dentici (1993-1996)
- Ramón Salabert Parramón (1991-1993)
- Pedro de Eusebio Rivas (1986-1991)
- Pedro Montero Lebrero (1982-1986)
- Félix Díez Burgos (1981-1982)
- Miguel Ángel Olalla Mercade (1981)
- Isidro Gregorio García Díez (1981)
- Fernando Somoza Albardonedo (1979-1981)

### Sistema Nacional de Garantía Juvenil
El SEPE ha asumido las competencias de gestión del Sistema Nacional de Garantía Juvenil (SNGJ) que se encontraban residenciadas en el Ministerio de Empleo y Seguridad Social hasta julio de 2017. Se regula por la Ley 18/2014, de 15 de octubre, de aprobación de medidas urgentes para el crecimiento, la competitividad y la eficiencia, modificada en junio de 2017.
El SEPE es el organismo encargado de la organización y gestión relativas al fichero del SNGJ, la resolución acerca de la inscripción en el mismo y otras relacionadas con la gestión el mismo. En concreto, es competente para la realización de las actuaciones y funciones del Sistema Nacional de Garantía Juvenil y, en particular:
- la organización y gestión relativas al fichero y el responsable de adoptar las medidas que garanticen la confidencialidad, seguridad e integridad de los datos contenidos en él correspondiéndole las decisiones, resoluciones o acuerdos relativos a las materias competencia del fichero (apartado 3 del artículo 92)
- la decisión e delimitar o concretar el conjunto de datos del fichero del Sistema (apartado 2 del artículo 95)
- la realización de determinadas actuaciones en el procedimiento para la inscripción (apartados 2 y 6 del artículo 98)
- la gestión de las actuaciones para asegurar el derecho de acceso, rectificación, cancelación y oposición de datos personales de las personas usuarias del fichero (primer párrafo del artículo 102)
- La asunción de la responsabilidad del fichero de datos de carácter personal «Fichero del Sistema Nacional de Garantía Juvenil» y de ser el Órgano ante el que pueden ejercitarse los derechos de rectificación, cancelación y oposición (letras i) y j) del apartado 1 del artículo 111)
- la representación del Ministerio de Empleo y Seguridad Social y la asunción de la presidencia de la «Comisión Delegada de Seguimiento y Evaluación del Sistema Nacional de Garantía Juvenil», circunscrita a la Conferencia Sectorial de Empleo y Asuntos Laborales del SNE (párrafos tercero y quinto de la letra a) del artículo 112)
- la posibilidad de modificar anualmente la ampliación de la edad máxima de acceso al Sistema Nacional de la Garantía Juvenil, según la tasa de empleo joven existente cada año (párrafo primero de la disposición adicional vigesimoctava)
- la opción de dictar, en el ámbito de sus competencias, cuantas disposiciones sean necesarias para la aplicación de lo dispuesto en esta Ley, así como para la habilitación de los formularios y modelos necesarios para su desarrollo (apartado 4 de la disposición final segunda).

## Servicios públicos de empleo de las comunidades autónomas

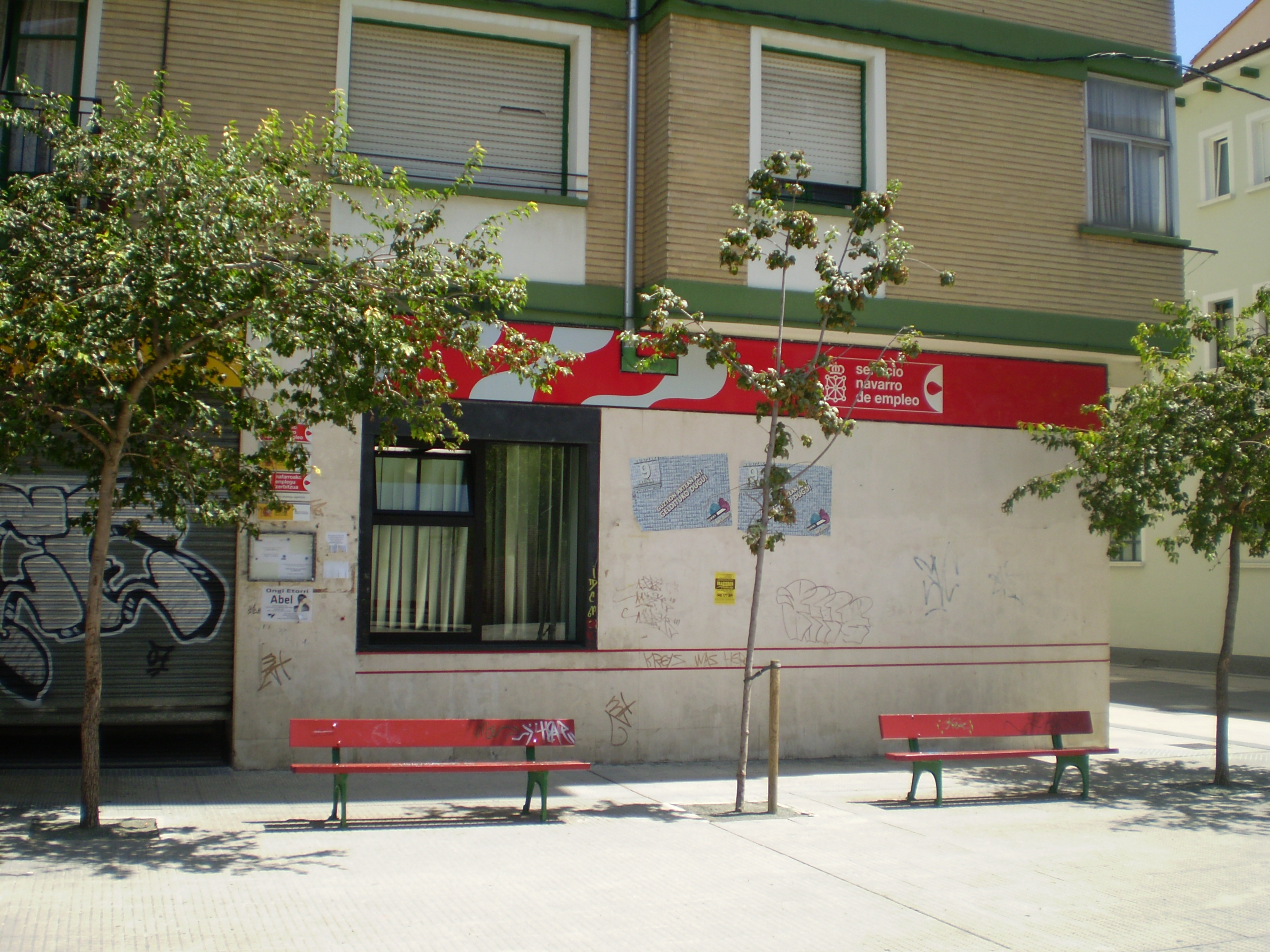
Oficina del Servicio de Empleo en Navarra

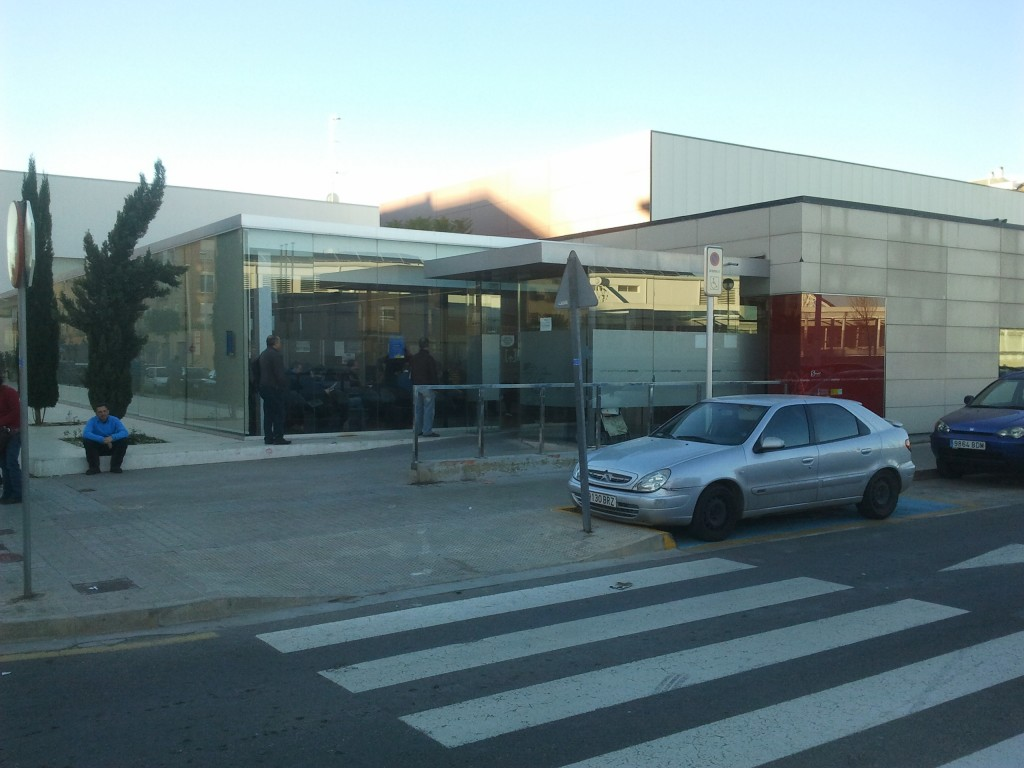
Oficina del Servicio Valenciano de Empleo y Formación

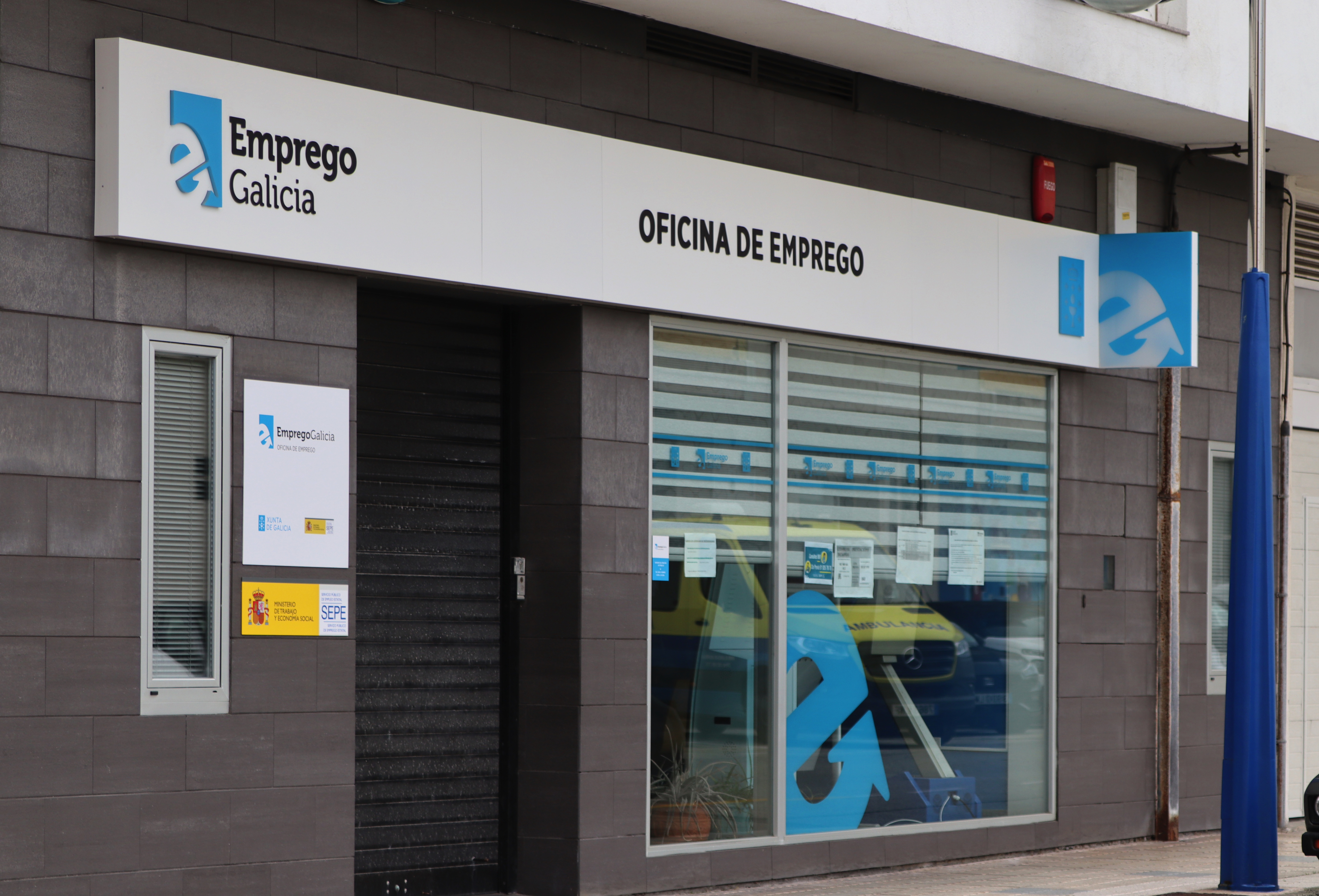
Oficina de Empleo de la Junta de Galicia en Burela (Lugo)

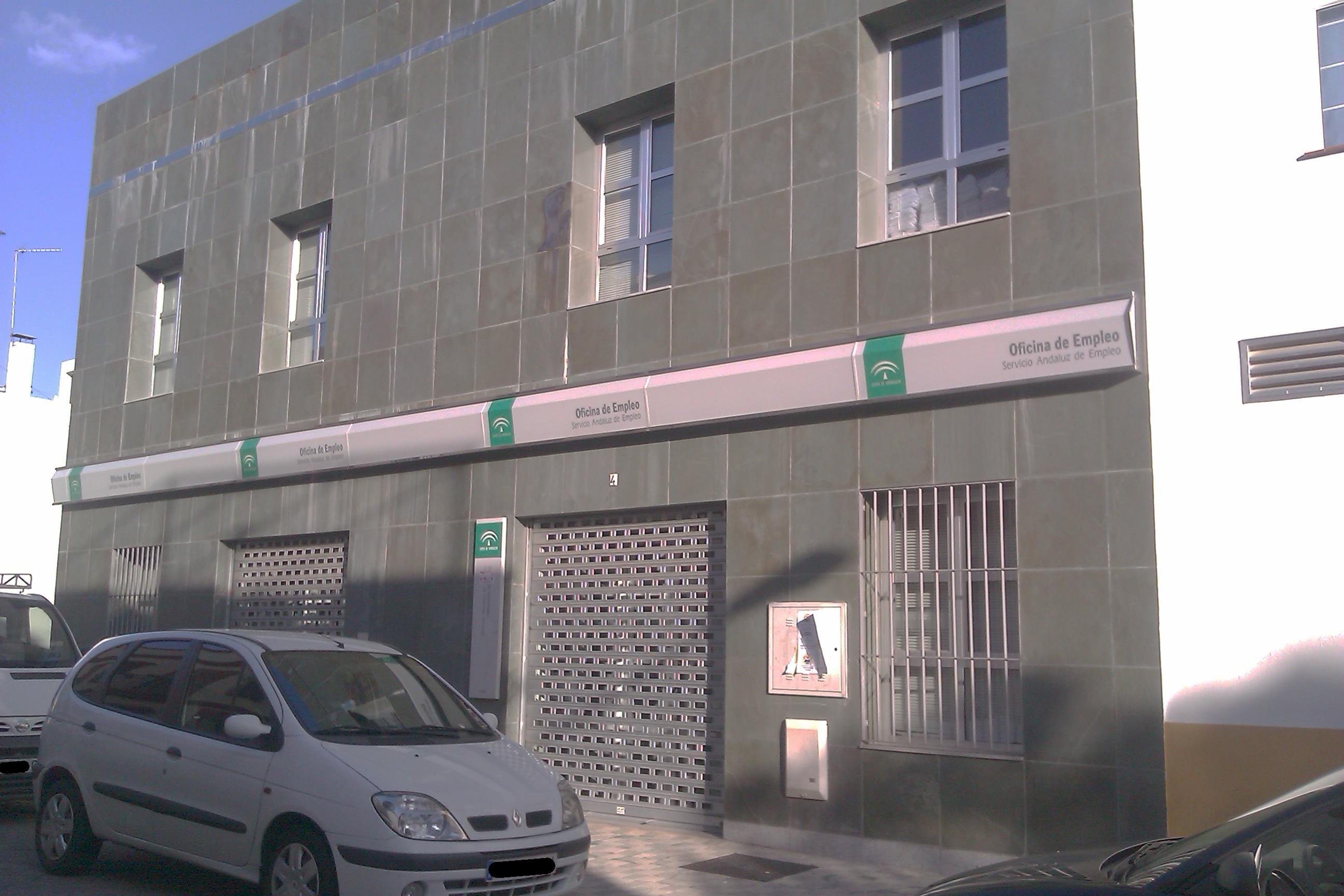
Oficina del Servicio Andaluz de Empleo en Cantillana (Sevilla)

Desde 1997 se ha realizado una política de transferencias de las competencias en materia de políticas activas de empleo (intermediación) y formación a las comunidades autónomas, excepto a las ciudades autónomas de Ceuta y Melilla, tanto en cuanto a la gestión de las políticas activas de empleo, como en cuanto a Escuelas Taller y Casas de Oficios, así como de la formación de los trabajadores a partir del año 1991, que ha culminado con la redacción de la Ley 56/2003 de Empleo, por la que la mayoría de las antiguas competencias del SEPE han ido pasando a los Servicios Públicos de Empleo Autonómicos, salvo las referidas a las políticas pasivas de empleo (el pago de prestaciones) que se mantienen en el SEPE.
Se entiende por Servicio Público de Empleo de las comunidades autónomas los órganos o entidades de las mismas a los que dichas Administraciones encomienden, en sus respectivos ámbitos territoriales, el ejercicio de las funciones necesarias para la gestión de la intermediación laboral y de las políticas activas de empleo.
Los servicios públicos de empleo de las comunidades autónomas son los responsables de trasladar al marco del Sistema Nacional de Empleo (SNE) la dimensión territorial de las políticas activas de empleo y de determinar, en su caso, la representación de las entidades locales en los órganos de participación institucional de ámbito autonómico.

## Coordinación para la gestión de contratos
La gestión de los contratos requiere de la coordinación entre los servicios públicos de empleo de las comunidades autónomas y los organismos estatales. Así, las competencias para la comunicación de los contratos laborales están traspasadas a las comunidades autónomas, que las reciben a través del programa Contrat@. Posteriormente, el reconocimiento de las bonificaciones a la Seguridad Social, de acuerdo con la contratación que se realice, corresponde a la Tesorería General de la Seguridad Social.
Por otro lado, el registro de los contratos (mercantiles) de los trabajadores autónomos económicamente dependientes se efectúa en el Servicio Público de Empleo Estatal (SEPE), con carácter informativo.

## Red de Servicios Públicos de Empleo de la UE
La nueva Red de Servicios Públicos de Empleo de la UE, que agrupa a responsables de esta área en los 28 Estados miembros y a la Comisión, ha celebrado el 24 de septiembre de 2014 su reunión inaugural en Bruselas. Su función es ayudar a los Gobiernos a coordinar mejor sus políticas y acciones contra el desempleo.
Existe una oficina EURES en cada provincia y ciudad autónoma del Estado español con una persona Consejera EURES. La Oficina Nacional de Coordinación EURES en España está residenciada en el SEPE y además la Red cuenta con un Portal Europeo De La Movilidad Profesional en el que se consultan y gestionan las ofertas de empleo.

## Críticas al INEM
Una de las principales críticas que se realizaban al antiguo modelo utilizado por el INEM era su excesiva centralización y falta de adecuación a las realidades territoriales, especialmente en materia de formación y de incentivos a las empresas a la contratación.
Una crítica recurrente era la suspensión de la prestación por desempleo al no presentarse en las oficinas para renovar la tarjeta de "demandante de empleo". Todo beneficiario de una prestación por desempleo debe demostrar, como requisito previo a la solicitud de la prestación, que se halla inscrito como demandante de empleo en el correspondiente Servicio Público de Empleo Autonómico; y después, mientras cobre la prestación, deberá seguir demostrando su disponibilidad para trabajar y renovar su inscripción como demandante de empleo cuando corresponda. En caso contrario, y si no alegara una causa que justifique el incumplimiento de este requisito, será sancionado por infracción leve (si no hay reincidencia), grave o muy grave.[cita requerida]
Otra de las críticas era la escasa intervención del INEM en la contratación. Sin embargo hay que recordar que el antiguo INEM nunca ha sido más que un mediador entre la empresa y el demandante de empleo: las empresas no tienen la obligación de registrar sus ofertas en el INEM y, si no lo hacen, este no podrá ofertarlas a los desempleados. En la actualidad, el SEPE se ocupa sólo de pagar las prestaciones por desempleo, y ya no envía ofertas de empleo a los trabajadores, al haber sido transferidas las competencias sobre políticas activas de empleo a los servicios de empleo de cada comunidad autónoma del estado español.[cita requerida]